# Heterosais nephele
Heterosais nephele är en fjärilsart som beskrevs av Bates 1862. Heterosais nephele ingår i släktet Heterosais och familjen praktfjärilar. Inga underarter finns listade i Catalogue of Life.